# Lead Mine Pass
Lead Mine Pass (kinesiska: 鉛礦坳, 铅矿坳) är ett bergspass i Hongkong (Kina). Det ligger i den norra delen av Hongkong. Lead Mine Pass ligger 408 meter över havet.
Terrängen runt Lead Mine Pass är huvudsakligen kuperad. Lead Mine Pass ligger uppe på en höjd.  Centrala Hongkong ligger 14,6 km söder om Lead Mine Pass. I omgivningarna runt Lead Mine Pass växer i huvudsak städsegrön lövskog.